# Austin Trout
Austi Trout (ur. 18 września 1985 w Las Cruces) – amerykański bokser, były zawodowy mistrz świata wagi lekkośedniej (do 154 funtów) organizacji WBA. 

## Kariera amatorska
W 2004 został mistrzem Stanów Zjednoczonych w wadze półśredniej.

## Kariera zawodowa
Karierę zawodową rozpoczął 16 września 2005. Do listopada 2009 stoczył 21 walk wszystkie wygrywając. W tym czasie zdobył tytuły WBC Continental Americas oraz WBA Fedelatin w kategorii lekkośredniej.
5 lutego 2011 otrzymał szansę walki o wakujący, po awansie na super mistrza Miguela Angela Cotto, tytuł mistrza WBA w wadze lekkośredniej. Przeciwnikiem był posiadacz tytułu mistrza tymczasowego Meksykanin Rigoberto Alvarez. Trout wygrał wyraźnie, jednogłośnie na punkty i został nowym mistrzem świata. W pierwszej obronie tytułu, 11 czerwca, pokonał jednogłośnie na punkty obowiązkowego pretendenta Davida Lopeza (Meksyk) mając go w jedenastej rundzie na deskach. W kolejnej walce, 11 listopada, wygrał w szóstej rundzie przez techniczny nokaut z Australijczykiem Frankiem LoPorto zachowując pas mistrzowski.
2 czerwca 2012 ponownie obronił tytuł zwyciężając jednogłośnie na punkty reprezentanta Dominikany Delvina Rodrigueza.
Następna walka w 2012 odbył się w dniu 1 grudnia w Madison Square Garden w Nowym Jorku. Jego przeciwnikiem był portorykański mistrz trzech dywizji i nr dwa w rankingu, Miguel Angel Cotto. Amerykanin odniósł największy sukces w karierze,  wygrywając jednogłośnie na punkty 117:111, 117:111 i 119:109. 
9 maja 2015 w Hidalgo w  Teksasie wygrał przez techniczny nokaut w siódmej rundzie z Portorykańczkiem  Luisem Galarzą (20-4, 14 KO).